# Tatort: Keine Polizei
Keine Polizei ist ein Fernsehfilm aus der Krimireihe Tatort. Der Film von dem Regisseur Kaspar Heidelbach nach einem Drehbuch von Norbert Ehry ist der 52. Fall des Kölner Ermittler-Teams Max Ballauf und Freddy Schenk. Der vom Westdeutschen Rundfunk produzierte Beitrag wurde am 8. Januar 2012 auf Das Erste erstgesendet.

## Handlung
Im Klingelpütz-Park in Köln wird eine Leiche gefunden, die als der Rentner Fritz Löhr identifiziert wird. Eine Zeugin sagt aus, dass in der Nacht ein Junge in einem weißen Lieferwagen entführt wurde. Der Rentner sei dazwischengegangen und wurde mit einem Elektroschocker niedergestreckt. Allerdings meldet sich niemand bei der Polizei, um die Entführung anzuzeigen. Schenk recherchiert und findet heraus, dass vor einigen Jahren in einem ähnlichen Fall ebenfalls jemand entführt wurde, ohne dass die Polizei eingeschaltet wurde. Beim damaligen Opfer handelt es sich um Elmar Schmitz-Thom, der seit der Entführung psychisch labil ist. Seine Familie ist durch Zahlung des Lösegelds verarmt und verlor das frühere Bauunternehmen, ihre heutige Fahrschule floriert ebenfalls nicht mehr.
Wieder am Park fällt Ballauf ein VW Cabrio auf, das immer noch mit offenem Verdeck dort steht. Es ist auf einen Daniel Wächter zugelassen, dessen Mutter aber behauptet, er sei momentan auf einer Reise. Da sich das als Lüge herausstellt, können Ballauf und Schenk die Wächters überzeugen, sich von der Polizei helfen zu lassen. Der Vater des Entführten, der Bauunternehmer Markus Wächter, gerät in Verdacht, die Entführung nur zu inszenieren, als die Ermittler herausfinden, dass er eine Geliebte hat und es schlecht um sein Unternehmen steht. Er könnte sich mit dem Lösegeld und der Geliebten ein neues Leben aufbauen. Doch kurz darauf wird die Leiche des entführten Daniel gefunden. Er konnte aus seiner Gefangenschaft fliehen, was aber die Entführer bemerkten. Bei der anschließenden Verfolgungsjagd stürzte er in den Tod. Unter seinen Fingernägeln werden DNA-Spuren des Rentners Fritz Löhr gefunden. Dieser war nicht wie zuerst angenommen ein Nothelfer, sondern Mittäter.
Die beiden Ermittler überprüfen nun die Brüder Andreas und Jürgen Karg, gegen die bei der ersten Entführung ermittelt wurde, denen aber damals nichts nachgewiesen werden konnte. Da Jürgen Karg im Gefängnis sitzt, treffen sie nur auf seinen Bruder Andreas. In der Unterhaltung verrät dieser ihnen unabsichtlich, wo er seine Freizeit verbringt. An besagtem See finden die Ermittler ein Holzhäuschen. Sie vermuten dies als Entführungsversteck und gehen mit dem damaligen Opfer Elmar Schmitz-Thom zur Hütte. Durch eine Markierung, die er damals im Keller hinterließ, wird die Hütte als Versteck identifiziert.
Da die Entführer nicht wissen, dass die Polizei Wächter gefunden hat, überreden die Polizisten die Mutter des Toten zu einer Fernsehansprache, in der sie an die Entführer appelliert, ihren Sohn freizulassen. Diese melden sich noch einmal, um eine Geldübergabe zu arrangieren. Während die Entführer Ballauf durch die Stadt lotsen, ermittelt Schenk anderweitig. Ballauf soll die Tasche mit dem Lösegeld über eine Brücke in den Rhein werfen, wo sie von einem Taucher abgeholt wird. Ballauf kann nur machtlos zusehen, wird aber von Schenk zu den Thoms gerufen. Schenk offenbart, dass er herausgefunden hat, dass der tote Löhr ein Bundeswehrkamerad von Hajo Thom war. Als die Thoms zuhause ankommen, werden sie von Ballauf und Schenk in Empfang genommen und befragt. Thoms Tochter sagt aus, dass sie einmal nicht Verlierer sein wollten. Elmar Schmitz-Thom gibt zu, dass die Idee zur Entführung von ihm stammte, da Markus Wächter nach der Pleite des Bauunternehmens der Thoms diese betrogen haben soll und sie ohne Geld nun auch noch ihre Fahrschule schließen müssten.

## Hintergrund
Die Dreharbeiten zum 823. Tatort-Krimi fanden in Köln und Umgebung statt. Es war der 52. Tatort mit dem Kölner Ermittlerduo Ballauf und Schenk. Die Uraufführung des Films fand bereits am 27. Mai 2011 beim Festival Großes Fernsehen statt.

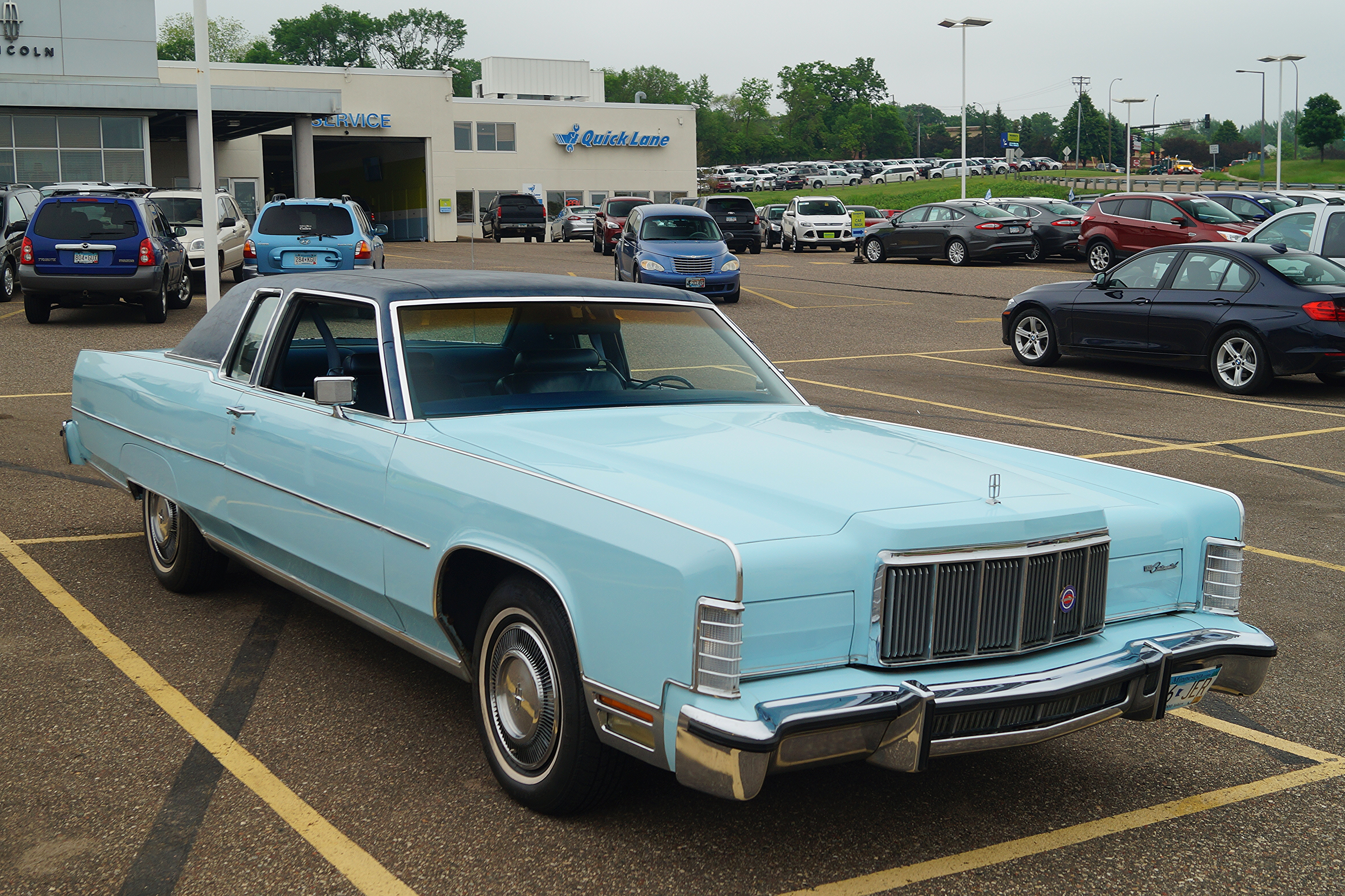
1976er Lincoln Continental Coupé, Schenks Exemplar ist braun

Freddy Schenk fährt in dieser Folge einen Lincoln Continental Coupé von 1975/76.
Als Ballauf und Schenk die Wohnung des Entführungsopfers aufsuchen, lassen sie sich vom Hausmeister aufschließen. Freddy bedankt sich mit den Worten „Danke Herr Kaczmarek“. Dies dürfte eine Hommage an die beliebte Kölsche Mundartband „De Bläck Fööss“ sein, denn „Huusmeister Kaczmarek“ ist eines ihrer bekanntesten Lieder.

## Rezeption

### Einschaltquoten
Die Erstausstrahlung von Keine Polizei am 8. Januar 2012 wurde in Deutschland von insgesamt 9,37 Millionen Zuschauern gesehen und erreichte einen Marktanteil von 23,9 % für Das Erste; in der Gruppe der 14- bis 49-jährigen Zuschauer konnten 3,08 Millionen Zuschauer und ein Marktanteil von 18,5 % erreicht werden.

### Kritik
„Der Sohn eines Bauunternehmers ist entführt worden. Die Entführer fordern: eine Million und keine Polizei! ‘Keine Polizei’ ist ein starker Köln-‘Tatort’. Norbert Ehrys Geschichte nimmt überraschende Wendungen an, besitzt spannende Szenen und der Film von Kaspar Heidelbach insgesamt ein prima Timing. Die Schauspieler sind gut, passen sich der starken Handlung an, ordnen sich aber dem durchdachten dramaturgischen Gefüge unter. Auch die Kommissare halten sich – dem Entführungsfall angemessen – angenehm im Hintergrund.“